# Landkreis Sangerhausen
Landkreis Sangerhausen is een voormalig district (Landkreis) in het zuiden van de Duitse deelstaat Saksen-Anhalt. Het had een oppervlakte van 689,73 km² en een inwoneraantal van 63.990 (31-05-2005).
De naburige districten waren in het noorden de Landkreisen Quedlinburg en Mansfelder Land; in het oosten de Landkreis Merseburg-Querfurt, en in het zuiden en westen de Landkreisen Nordhausen en Kyffhäuser (beide in de deelstaat Thüringen).
Dit district bestond slechts 17 jaar: vanaf de Duitse hereniging in 1990 tot 2007. Op 1 Juli 2007 werd de Landkreis Sangerhausen opgeheven in het kader van een bestuurlijke herindeling van Saksen-Anhalt; daarbij werd Sangerhausen samengevoegd met de Landkreis Mansfelder Land tot de nieuwe Landkreis Mansfeld-Südharz. 

## Steden
De volgende steden lagen in het voormalige district:
- Allstedt
- Kelbra (Kyffhäuser)
- Stolberg (Harz)
- Sangerhausen